# Joseph Peter Bockhorni

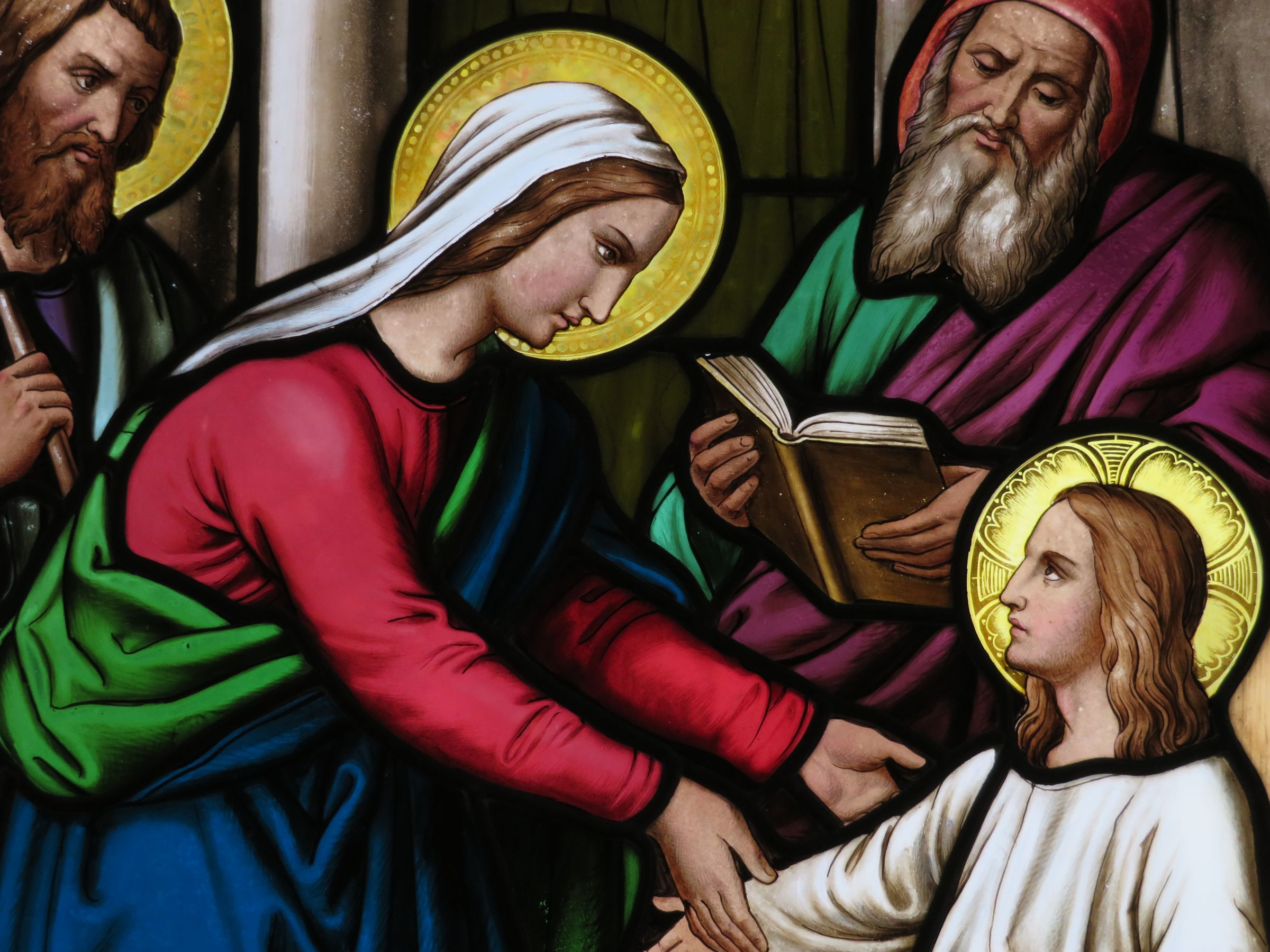
Der zwölfjährige Jesus im Tempel. Detail eines Fensters der Gnadenkapelle bei der Wallfahrtskirche Maria Hilf in Speiden

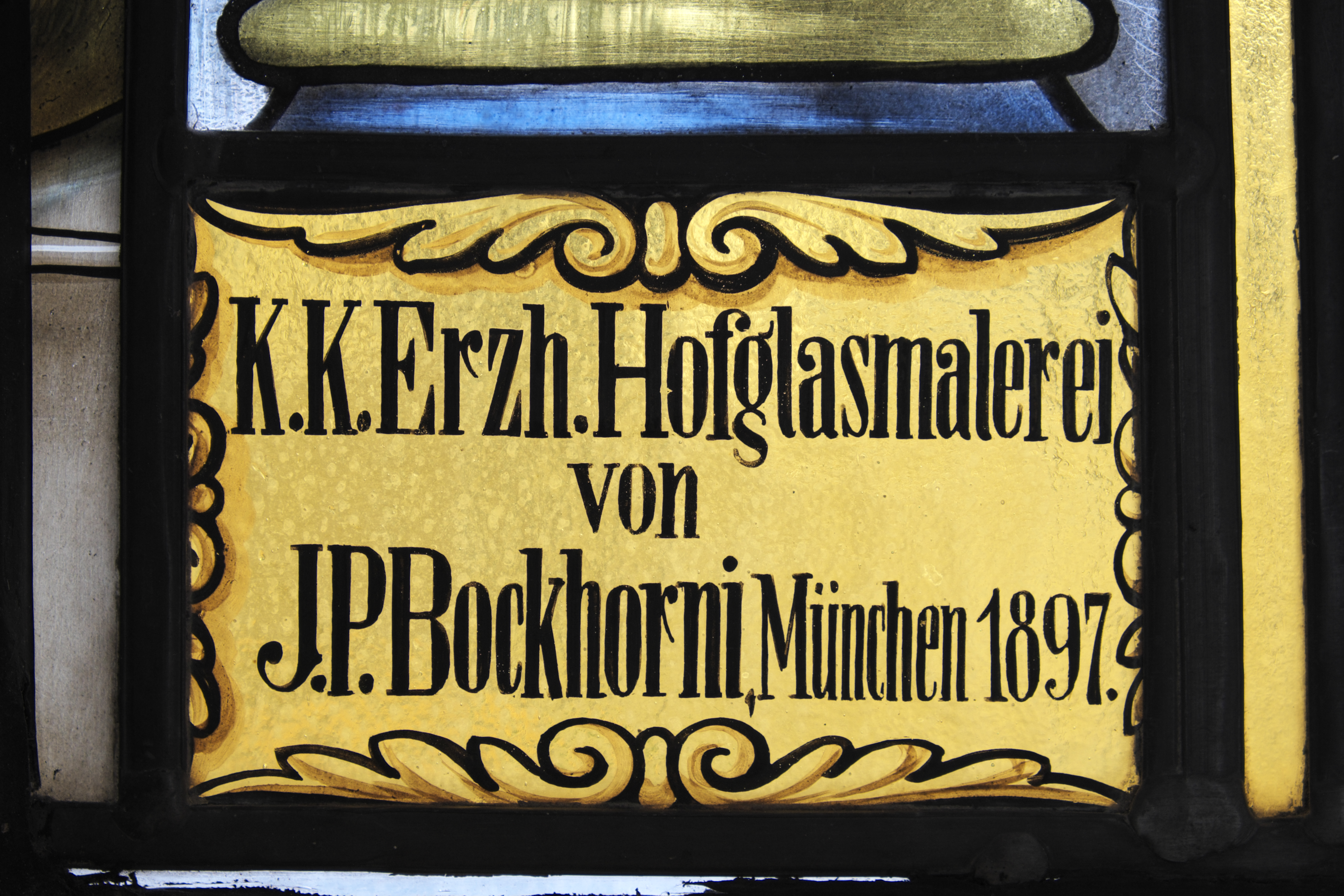
Signatur in einem Fenster der Gnadenkapelle in Speiden

Joseph Peter Bockhorni (abgeleitet von Pokorny; * 27. März 1832 in München, Königreich Bayern; † 29. November 1905 ebenda) war ein deutscher Glasmaler.

## Biographie
Joseph Peter Bockhorni war der Sohn eines Münchner Glasermeisters, bei dem er als Lehrling dieses Handwerk erlernte. Anschließend wandte er sich der künstlerischen Tätigkeit zu und eröffnete bereits 1864 die „Münchner Kunstanstalt Josef Bockhorni“. 
Er schuf zahlreiche farben- und figurenreiche Glasgemälde für Kirchen und Kapellen in München, Ober- und Niederbayern sowie das 
bayerische Schwaben. Sie wurden häufig nach Entwürfen und Kartons der Münchner Künstler Julius Frank, Josef Zenker, Jakob Bradl und Max Fürst hergestellt. Mehrere Glasfenster führte er für die Projekte der Münchner Architekten Johann Marggraff und Joseph Elsner aus. Zahlreiche Aufträge erhielt er aus Frankreich, Rumänien, Österreich und aus dem Elsass. 
Erzherzog Franz Josef verlieh Bockhorni den Hoftitel. Er war Mitglied des Münchner Vereins für Christliche Kunst.

## Werke (Auswahl)

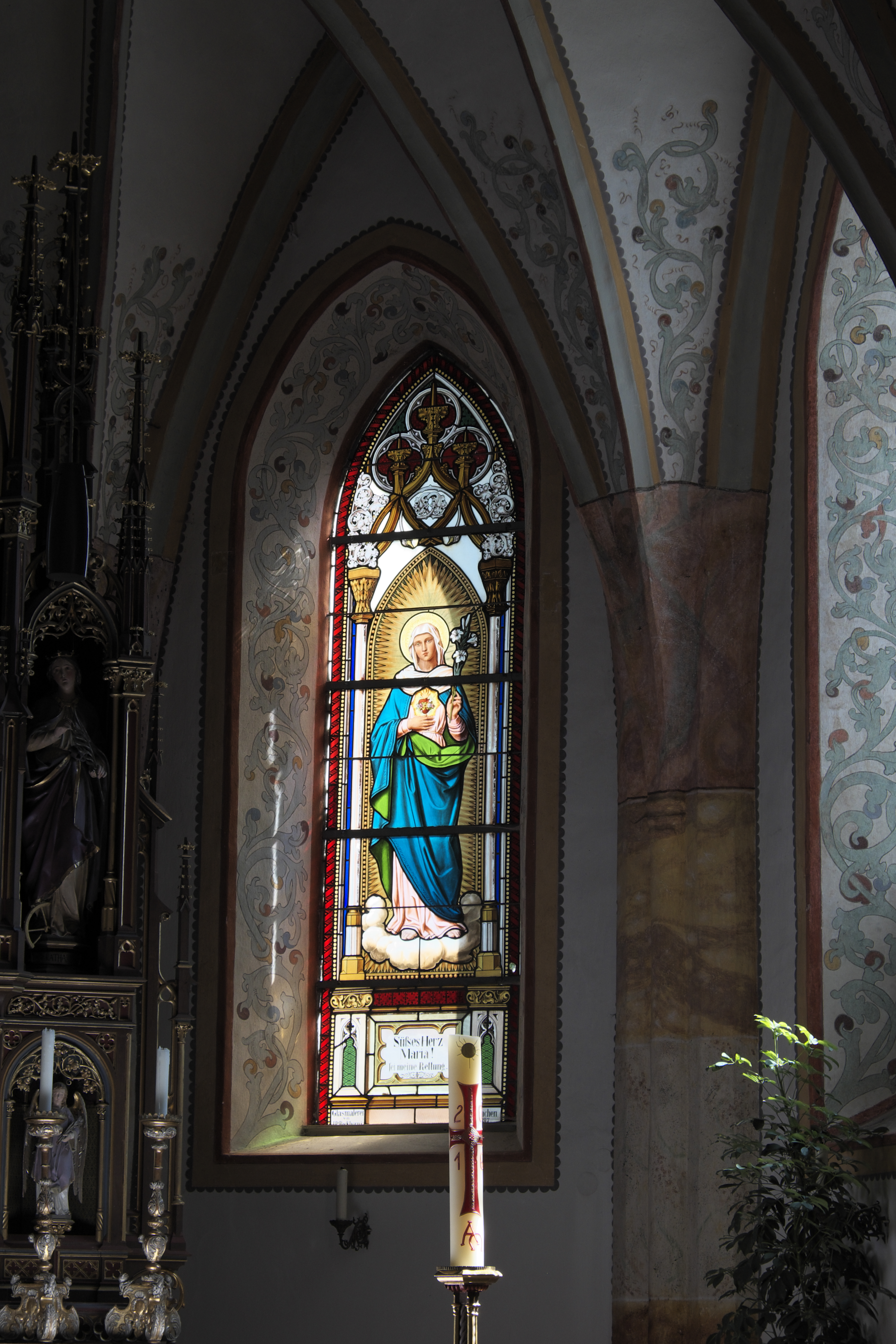
Marienfenster in der Pfarrkirche Mariä Geburt in Alling

- Alling, Pfarrkirche Mariä Geburt: Fenster im Chor
- Beilngries, Pfarrkirche St. Walburga: Glasfenster (zusammen mit August Pacher)
- Eggstätt, Pfarrkirche St. Georg: Glasgemälde-Zyklus in allen Fenstern
- Ellerbach (Holzheim), Pfarrkirche St. Peter und Paul
- Harthausen (Friedberg), Ursulakapelle (1914)
- Kammer (Traunstein), Filialkirche Johannes d. T.: Glasgemälde (1890)
- Nannhofen, Filialkirche St. Peter und Paul: Zwei Glasgemälde mit den hll. Johann Nepomuk und Florian (1874)
- Wallfahrtskirche Maria Hilf Speiden: Glasfenster (1888)
- Pfarrkirche St. Nikolaus Oberndorf am Lech: Glasfenster (1903)
- Kneippianum, Bad Wörishofen (1896):
  - Magyarorszag ezer éves fennállásának emlekere/Hl. Elisabeth bitt für uns
  - Gegrüßt seist Du Maria;
  - Hl. Ladislaus bitt für uns.
  - Hl. Stefan bitt für uns.